# Viajes y flores
Viajes y flores (1980) es una recopilación de relatos breves de Mercè Rodoreda y la penúltima obra de la autora publicada en vida.
Perteneciente a la última etapa de la escritora, que fue marcada por su regreso a Cataluña tras un largo exilio, la obra ha sido considerada una producción menor dentro, un preludio de obras más serias. 
La obra se divide en dos partes: Viajes a varios pueblos y Flores de verdad. Más o menos, esta división obedece a dos etapas de redacción distintas: por un lado, Las flores... fueron redactadas su mayoría en Ginebra, a lo largo de los años 60, por otra parte, Los viajes... fueron concebidos en Romanyá de la Selva. Ambas partes son narraciones breves, fantasiosas, que recogen experiencias temporales y espaciales de la autora. Por ejemplo, Margarida Casacuberta ha indicado que la Flor celosa está dedicada a su amiga Carme Manrubia, con quien Rodoreda vivía en el chalet de la primera de Romanyá; parecida, Mariàngela Vilallonga ha trazado la relación de Las flores  de Rodoreda con el Flowers Book de Edward Burne-Jones. Igualmente, Los viajes tienen una fuerte influencia del paisaje en el que vivía la escritora. Las páginas de Panadés, los bosques de las Gavarres, o el mismo chalet donde se hospedaba han quedado descritos en varios relatos de viajes. Se trata de unos viajes, en algunos casos iniciáticos, al descubrimiento de mundos irreales y fantásticos con base real, llenos de las impresiones de la escritora. Por ejemplo, Villalonga ha explicado en diversos trabajos que Viaje al pueblo del miedo es un retrato en muchos momentos fiel del chalet "La Señal" (hoy "La Señal Vieja"), donde vivían Manrubia y Rodoreda. Se describe el jardín y la casa, además del pueblo de Romanyá, todo culminado por el sentimiento que Rodoreda había descubierto en las Gavarres y que años antes ya había dejado escrito en Cuadernos para el diálogo.